# 尼古拉·舒利吉诺夫
尼古拉·格里戈里耶维奇·舒利吉诺夫（羅馬化：Nikolay Grigor'yevich Shul'ginov；1951年5月18日—）是俄罗斯政治人物，第八届国家杜马议员。他也于2020年至2024年间担任俄罗斯联邦能源部部长